# Jacopo Pesaro presentado a san Pedro por el papa Alejandro VI
Jacopo Pesaro presentado a san Pedro por el papa Alejandro es un óleo sobre lienzo de 145 x 183 cm de Tiziano, de 1503-1506, conservado en el Museo Real de Bellas Artes de Amberes. Está firmado en la simulada placa en el centro de la parte inferior "Titiano F. C." El lienzo, datado tradicionalmente en 1508-1512, fue analizado y reestudiado, lo que llevó a adelantar su creación a 1503-1506, convirtiéndolo en la primera obra conocida de Tiziano, entonces un adolescente.

## Historia
La obra de tamaño medio-pequeño fue encargada como exvoto por la victoria en la batalla de Santa Maura contra los turcos otomanos por parte de la flota veneciana (28 de junio de 1502), comandada por Jacopo Pesaro, obispo de Pafos (en Chipre, entonces dominio veneciano) y exponente de la poderosa familia Pesaro, que intervino como general en la guerra turco-veneciana de 1499-1503.
El retablo (de un solo panel o pala) debió ser encargado poco después de la victoria e iniciado hacia 1503, ya que ese año murió el papa Alejandro VI Borgia, promotor de la iniciativa militar, y pronto objeto de una especie de damnatio memoriae que lo hizo desaparecer de las representaciones oficiales. El lienzo sin embargo no debió ser entregado antes de 1506, año del regreso de Pesaro a Venecia. Con menos de veinte años así pues, Tiziano se hacía ya cargo de un encargo prestigioso en Venecia.
El retablo estaba destinado originariamente a una iglesia veneciana no especificada, donde lo vio Anton van Dyck, que lo copió en un dibujo. Recordado en las colecciones de Carlos I de Inglaterra, después de la muerte del rey y la venta en subasta de sus colecciones, pasó a formar parte de las colecciones reales españolas, yendo a embellecer el convento de San Pascual de Madrid. En 1823 estaba en las colecciones de Guillermo I de los Países Bajos, que lo donó al museo de Amberes.
Sobre la datación precoz se expresaron positivamente Cavalcaselle, Adolfo Venturi y Gronau, y negativamente Pallucchini, Roberto Longhi y Morassi. Hourticq habló de 1515 (hipotetizando con una intervención inicial de Giovanni Bellini) y Suida, que habló de fases tardías, de 1512 a 1520. La hipótesis de una creación dilatada en el tiempo y quizás más manos no fue confirmada por las radiografías, que revelaron una textura cromática uniforme.

## Descripción
El retablo muestra una novedosa composición asimétrica, con san Pedro entronizado a la izquierda, sentado sobre un doble alto escalón con el borde ornamentado con bajorrelieves clásicos y sobre el fondo de una pared oscura, mientras a la derecha, de perfil, se ve a Jacopo Pesaro arrodillado y detrás de él al papa Alejandro VI, sobre el fondo abierto de un paisaje marino con las galeras pontificias zarpando, que recuerda la batalla.
Pesaro, con la tonsura que indica su condición de religioso (había sido creado obispo por el propio papa Borgia en 1501), viste el manto negro de los caballeros de Malta y sostiene con ambas manos el estandarte con las insignias de los Borgia, que recuerda su papel de comisario de las galeras pontificias. Delante de él ha dejado en el suelo su yelmo de batalla. El papa, que luce un suntuoso pluvial verde con bordados dorados y la triple tiara papal, hace un gesto de presentación de pie detrás de él, al cual contesta san Pedro que, sosteniendo el evangelio, levanta la diestra hacia Pesaro en gesto de bendecir. A sus pies se encuentran sobre el escalón las llaves del Paraíso, su atributo típico.
El piso es ajedrezado, reforzando la profundidad de la perspectiva, y sobre una simulada tablilla abajo en el centro se lee: "Ritratto di uno di casa Pesaro in Venetia che fu fatto generale di S.ta Chiesa. Tiziano F.[e]C.[it]" (Retrato de uno de casa Pesaro en Venecia que fue hecho general de S.ta Iglesia. Tiziano F.[y]C.[it].)

## Estilo
La pintura sugiere estilísticamente la actividad de un artista joven, todavía en equilibrio entre varios maestros: la figura del papa Alejandro tiene formas un poco anticuadas (iluminación plena, línea de contorno fuerte) de la pintura de Gentile Bellini, antes figura de referencia de Tiziano; el san Pedro tiene en cambio las características de profundización psicológica propias del segundo maestro del artista, Giovanni Bellini, en la época deidad tutelar de la pintura veneciana. En cambio la novedosa composición asimétrica y el retrato de Pesaro, que llama la atención por su vigoroso realismo, es inconfundiblemente tizianesca, una primera muestra de la plenitud de su arte.
Las diferencias estilísticas entre las diversas figuras han sido interpretadas por tanto como fruto de la indecisión del joven talento sobre qué camino seguir, inspirándose ahora en uno, ahora en otro maestro activo en la ciudad de la laguna. La riqueza de inspiraciones plantea su relación con otras obras del momento, del mismo Tiziano (Retablo Gozzi, Sagrada conversación Balbi) o de otros pintores (Retablo de San Zacarías de Giovanni Bellini, de 1505, Retablo de San Juan Crisóstomo de Sebastiano del Piombo, del 1510-1511, etc.).